# Знаменковский сельсовет
Знаменковский сельсовет (бел. Знаменкаўскі сельсавет) — упразднённая административная единица на территории Логойского района Минской области Беларуси.

## Состав
Знаменковский сельсовет включал 13 населённых пунктов:
- Августово — деревня.
- Гаище — деревня.
- Желудовщина — деревня.
- Загорье — деревня.
- Замосточье — деревня.
- Знаменка — деревня.
- Карцовщина — деревня.
- Косино — агрогородок.
- Мачужичи — деревня.
- Пархово — деревня.
- Свидно — деревня.
- Силичи — деревня.
- Черняховский — посёлок.